# Tisbe tenella
Tisbe tenella is een eenoogkreeftjessoort uit de familie van de Tisbidae. De wetenschappelijke naam van de soort werd in 1911 voor het eerst geldig gepubliceerd door Georg Ossian Sars.